# Дерптское епископство
Де́рптское епи́скопство (нем. Bistum Dorpat) — духовно-феодальное княжество в Ливонской Конфедерации, существовавшее в 1224—1558 годах в юго-восточной части современной Эстонии на территории уездов Тартумаа, Пылвамаа, Вырумаа, Йыгевамаа и Валгамаа. Центр епископства находился в городе Дерпте (Юрьеве). Границы епископства не совпадали с границами закреплённой за епископом католической епархии: последняя, помимо самого епископства, включала в себя земли к западу от него, принадлежавшие Ливонскому ордену.
В годы своего расцвета Ливонский орден, Рижское архиепископство, Дерптское, Курляндское и Эзель-Викское епископства образовывали так называемую Ливонскую конфедерацию пяти феодальных государств средневековой Прибалтики, постоянно конфликтовавшую как со славянами (Новгородская республика, Великое княжество Литовское, Королевство Польское), так и со скандинавскими странами (Швеция, Дания).
Формальным поводом к походам немецких крестоносцев было завоевание и христианизация эстов, а основной целью — колонизация земель. Первым епископом дерптским был Герман Буксгевден, брат рижского епископа и руководителя Ливонского крестового похода Альберта Буксгевдена.
Во главе епископства стоял католический епископ, которого избирали капитулом соборных каноников, то есть коллегией высших местных кафедральных священников. Епископ был также крупнейшим феодалом-землевладельцем княжества, хотя часть его земель была передана в руки военных, ставших вассалами епископа. Немецкое духовенство и рыцари-феодалы наложили феодальные повинности на прежде свободное местное эстское и славянское крестьянство.

## История
В 1211 году епископ рижский Альберт учредил Леальскую епархию на западе Эстонии. В 1223—1224 годах эсты в союзе со славянским князем Вячко безуспешно обороняли город Юрьев от немецких рыцарей-крестоносцев. После взятия города немцы переименовали его в Дорпат (нем. Dorpat), или Дерпт, а епископ леальский Герман в 1224 году выбрал его в качестве своей новой резиденции, став епископом дерптским. 6 ноября 1225 года римский король Генрих утвердил его дерптским князем.
В 1242 году эстское войско епископа Германа потерпело поражение от русского войска новгородского князя Александра Невского в знаменитом Ледовом побоище.
Документально известно, что в 1268 году епископ дерптский Фредрик называл себя ещё и «епископом карельским», но происхождение этого недолго существовавшего титула остаётся неясным.
Дерптское епископство также вело активную торговлю в рамках Ганзейского торгового союза.
В конце XIV в. епископом дерптским стал Дитрих Дамеров, заклятый враг Ливонского ордена, вступивший в коалицию против него с Литвой, Мекленбургом и виталийскими братьями (известными пиратами Балтийского моря). Он даже попросил английского короля Ричарда II взять Дерпт под свою протекцию. Орден безуспешно атаковал епископство в 1379 году и после заключения мирового соглашения потерял право призыва вассалов епископа к участию в военных кампаниях.
12 марта 1417 года магистр Ливонии сообщил великому магистру Ордена, что псковичи совместно с новгородцами причинили большие разорения епископству Дерптскому. Магистр также сообщал, что согласно привилегии от Констанцского собора епископу Дерпсткому дано право призывать великого князя Литовского Витовта на оборону церкви дерптской.
В последние годы существования епископства у него ухудшились отношения с Россией, что стало впоследствии основным поводом к Ливонской войне. Царь Иван Грозный потребовал, чтобы епископство выплатило ему огромную дань в 40 000 талеров, так называемую Юрьевскую дань, упоминавшуюся в ряде договоров Москвы и Пскова с Дерптским епископством, но никогда им не выплачивавшуюся. Он настаивал, что Дерпт являлся древней русской крепостью Юрьевом, имея в виду период русского влияния в землях эстов, которые подчинил князь Ярослав Мудрый в 1030—1061 гг. Руководство епископства пыталось снизить сумму дани для продолжения перемирия, но царь отказался от дипломатических мер и объявил войну. В 1558 году Дерпт был взят русскими войсками и Дерптское епископство прекратило своё существование.

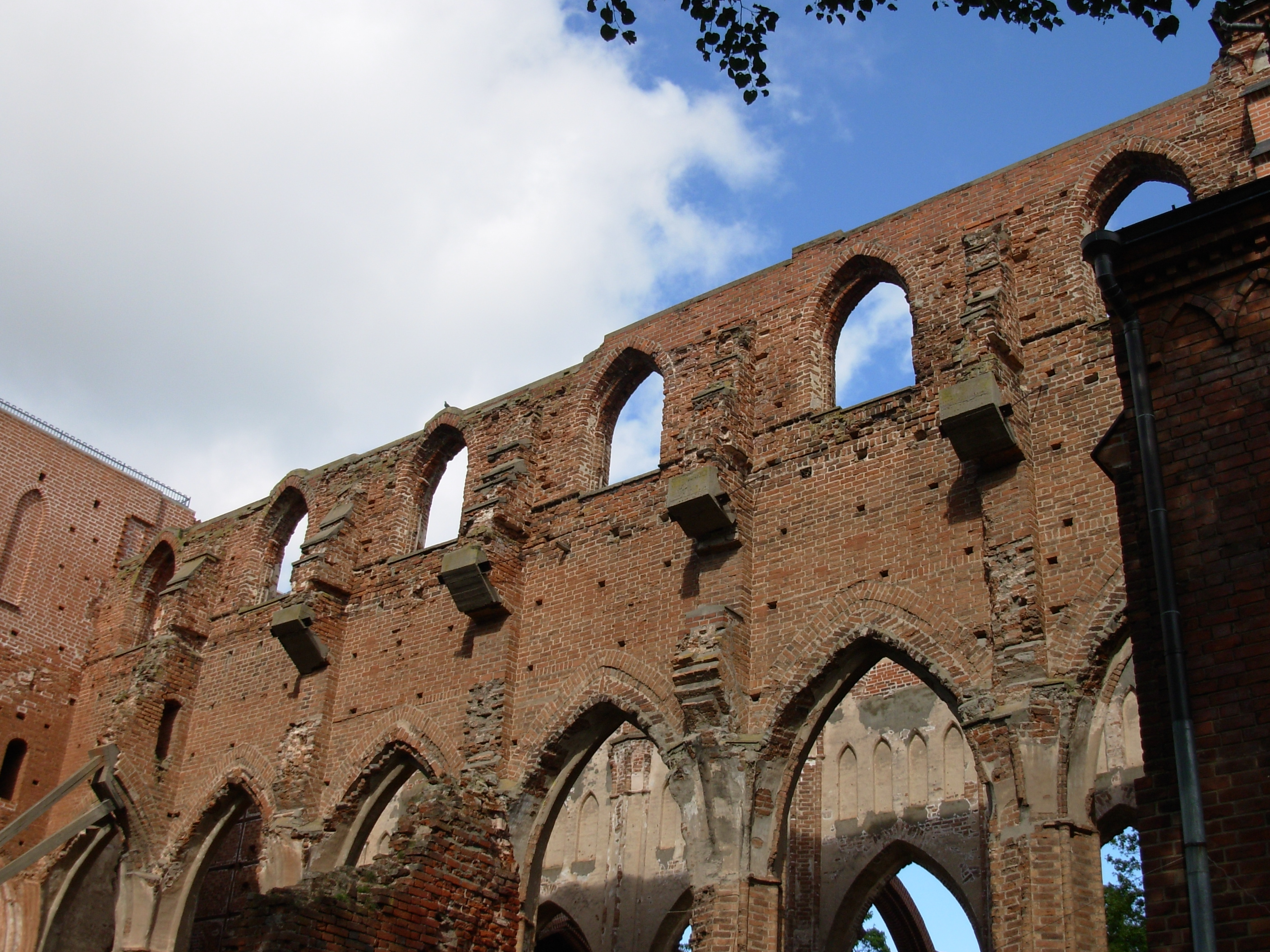
Развалины собора в Тарту

## География
Кроме Дерпта, в епископстве было ещё пять каменных замков:
- Оденпе — древний центр Уганди и первая каменная крепость в епископстве;
- Киррумпе и Нейгаузен находились на важной и древней дороге Дерпт — Псков;
- Ольденторн и Варбеке (Кастер) находились на реке Эмбах, связывавшей Дерпт с Чудским озером.

Также известен цистерцианский монастырь — аббатство Фалькенау (Кяркна) около Дерпта.

## Внешняя политика

Дерптское епископство (фиолетовое) в первой половине XVI в.

Общая площадь Дерптского епископства в период наибольшей экспансии германских крестоносцев составила около 9600 км². Позднее, по воле Ордена, дерптский епископ также стал заведовать церковными вопросами в орденских землях непосредственно к западу от епископства (до Рижского и Пярнуского заливов Балтийского моря). 
Со всех сторон, кроме восточной, епископство окружали земли рыцарей Ливонского ордена, на востоке с ним поначалу граничила Новгородская республика, бывшие вассальные земли которой орден и епископство, собственно, и занимали. Затем после объединения русских земель главным восточным соседом стало Русское царство (Московское государство).
Епископство имело окраинное положение, а потому проводило крайне враждебную политику крестовых походов в отношении соседних славянских земель при поддержке ордена и папы римского. Главную роль в сдерживании епископства в границах начала XII века играла древняя крепость Изборск, получившая за героизм своих воинов прозвище «Железный город».
В XVI веке Дерптское епископство пережило острый внутренний кризис из-за феодальной междоусобицы, а также борьбы католиков с протестантами в ходе процесса Реформации. Частично славянизированные в X—XIII веках эсты-сету при этом сохраняли приверженность православию даже в условиях сильного религиозного давления со стороны немецкого духовенства. Воспользовавшись религиозными конфликтами в епископстве, в 1558 году Иван Грозный покончил с его существованием, захватив его столицу Дерпт. После этого в православие перешла и часть местных балтийских немцев, устав от католическо-протестантских распрей.

## Резиденция епископа
Центром епископства был Дерптский замок. Он был повреждён в ходе Северной войны и в XVIII в. был разобран, позднее (в начале XIX в.) на его месте была построена обсерватория. Дерптский собор был повреждён в ходе протестантской реформации и находится в разрушенном состоянии с XVII в.

## Дерптские епископы
|                       |                  |  |
| Имя                   | Годы правления   |  |
| Герман Буксгевден     | 1224–1248        |  |
| Александр             | 1263–1268        |  |
| Фридрих Газельдорф    | 1268–1288        |  |
| Бернгард I            | 1289–1302        |  |
| Дитрих II Фюсгузен    | 1302–1312        |  |
| Николай               | 1312–1335        |  |
| Энгельберт Долен      | 1335–1341        |  |
| Весцелус              | 1342–1344        |  |
| Иоганн I Фиффгузен    | 1346–1373        |  |
| Генрих I Фельде       | 1373–1378        |  |
| Дитрих III Дамеров    | 1378–1400        |  |
| Генрих II Врангель    | 1400–1410        |  |
| Бернгард II Бюлов     | 1410–1413        |  |
| Дитрих IV Реслер      | 1413–1441        |  |
| Варфоломей Завиерве   | 1441–1459        |  |
| Гиммель Малленкродт   | 1459–1468        |  |
| Андреас Пеплер        | 1468–1473        |  |
| Иоганн II Бертков     | 1473–1485        |  |
| Дитрих V Гаке         | 1485–1498        |  |
| Иоганн III Ропе       | 1499–1505        |  |
| Герард Шрофе          | 1505–1513        |  |
| Иоганн IV Дюсборг     | 1513–1514        |  |
| Кристиан Бомговер     | 1514–1518        |  |
| Иоганн V Бланкенфельд | 1518–1527        |  |
| Иоганн VI Бей         | 1528–1543        |  |
| Герман II Бей         | 1543–1544        |  |
| Иодокус Рекке         | 1544–1551        |  |
| Герман II Везель      | 1551–1558 (1560) |  |